# メトロ (アムステルダム)

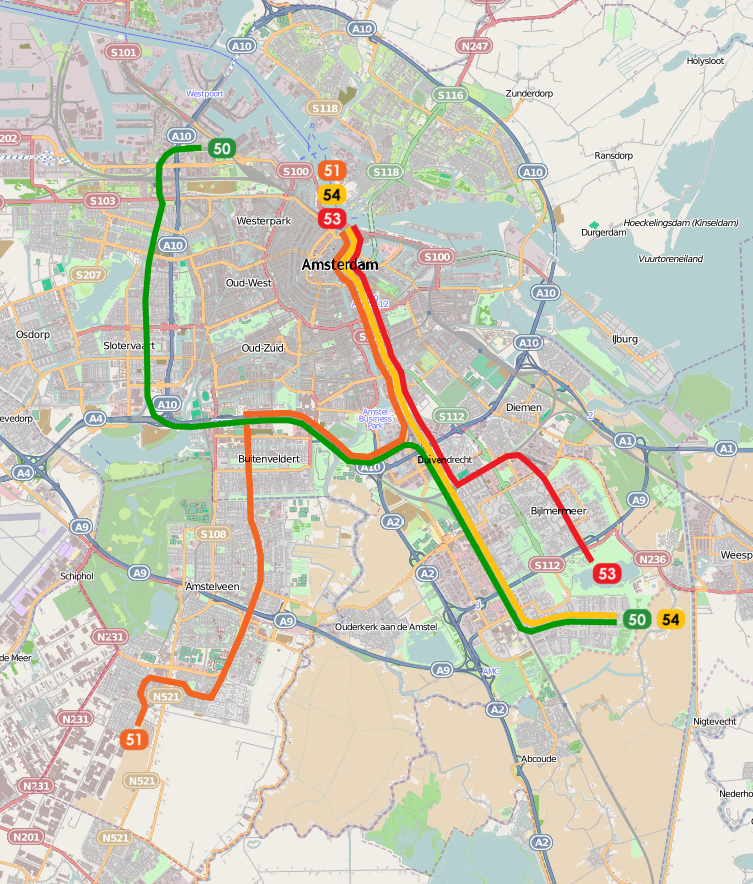
アムステルダムの中心部と郊外をつなぐメトロ

メトロ (metro) は、オランダの首都アムステルダムとその郊外を走る鉄道であり、アムステルダム市営交通会社 (Gemeentevervoerbedrijf Amsterdam, GVB) によって運営されている。なお、メトロは「地下鉄」と訳されることもあるが、アムステルダムでは地下を走る区間がわずかであるため、このように訳されることは稀である。地平を走っている区間では快速トラム (sneltram) とも呼ばれる（これは英語のライトレールに当たる）。

## 概要
オランダ鉄道のアムステルダム中央駅地下にある中央駅 (Centraal Station) を中心に、5つの系統が運行されている。51、52、53、54の各系統は中央駅と郊外の住宅地を結んでおり、50系統は中央駅を経由せず市街地の外周を走る。
現在のところは中央駅 - アムステル駅 (Amstelstation) 間のみが地下線であり、残りの大半は盛土または高架、51系統の南駅 (Station Zuid) 以南は地平を走る。2018年7月から北南線 (Noord/Zuidlijn) と呼ばれる52系統が営業を開始したことで、地下駅の数が6駅から10駅に増えた。全線複線で軌間は標準軌である。地下、高架区間は第三軌条方式で750V直流電化されており、地平区間は架空電車線方式による600Vの直流電化である。

## 路線
系統別に開業順に記す。

### 53系統
中央駅とアムステルダム市南東区(Amsterdam Zuidoost)のハースパープラス(Gaasperplas)を結んでいる。別名ハースパープラス線(Gaasperplaslijn)、54系統とあわせて東線(Oostlijn)とも呼ばれる。
中央駅 - Spaklerweg間は51系統と、中央駅 - Van der Madeweg間は53系統と共通する。

#### 駅一覧

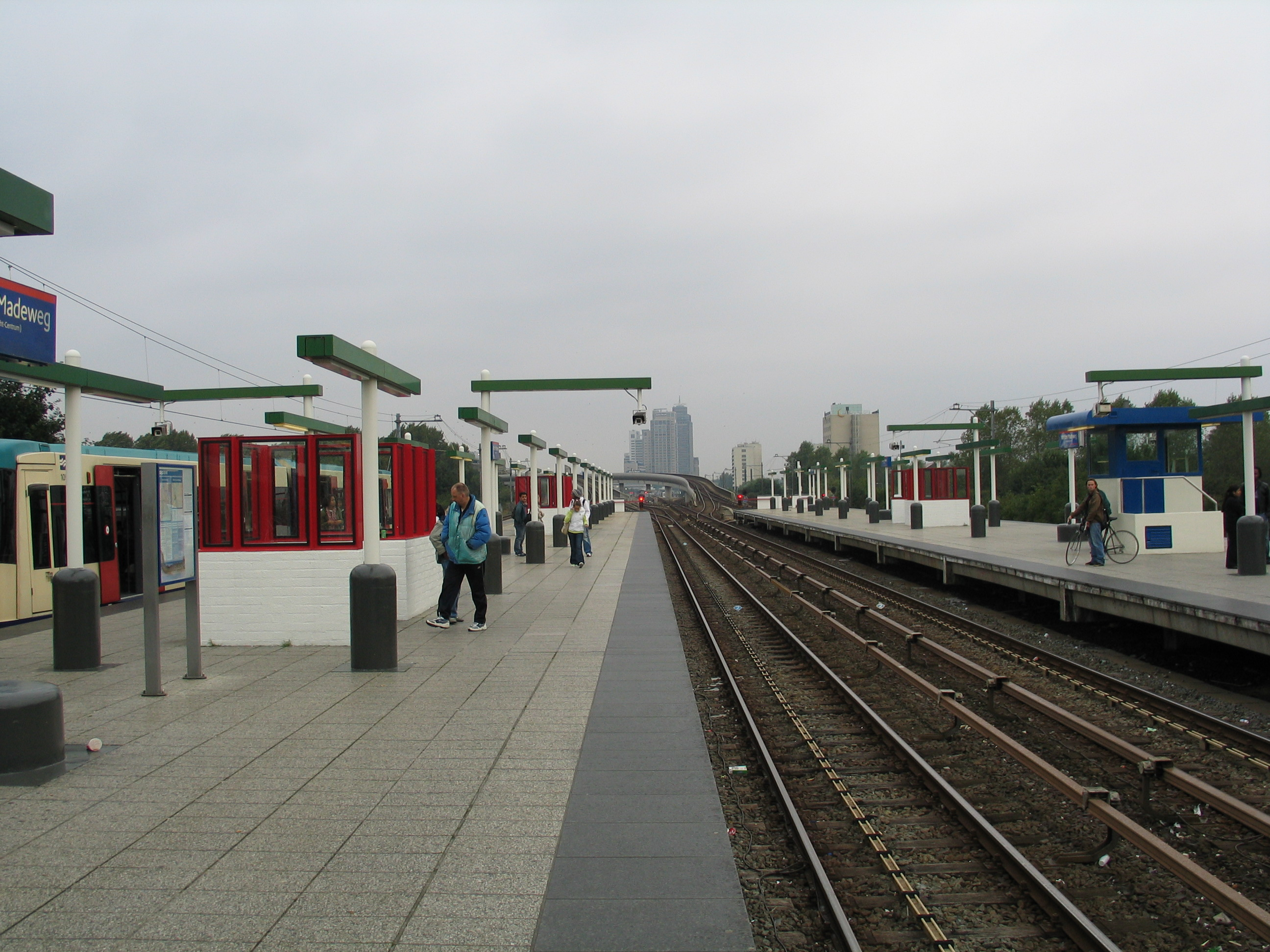
Van der Madeweg駅ホーム

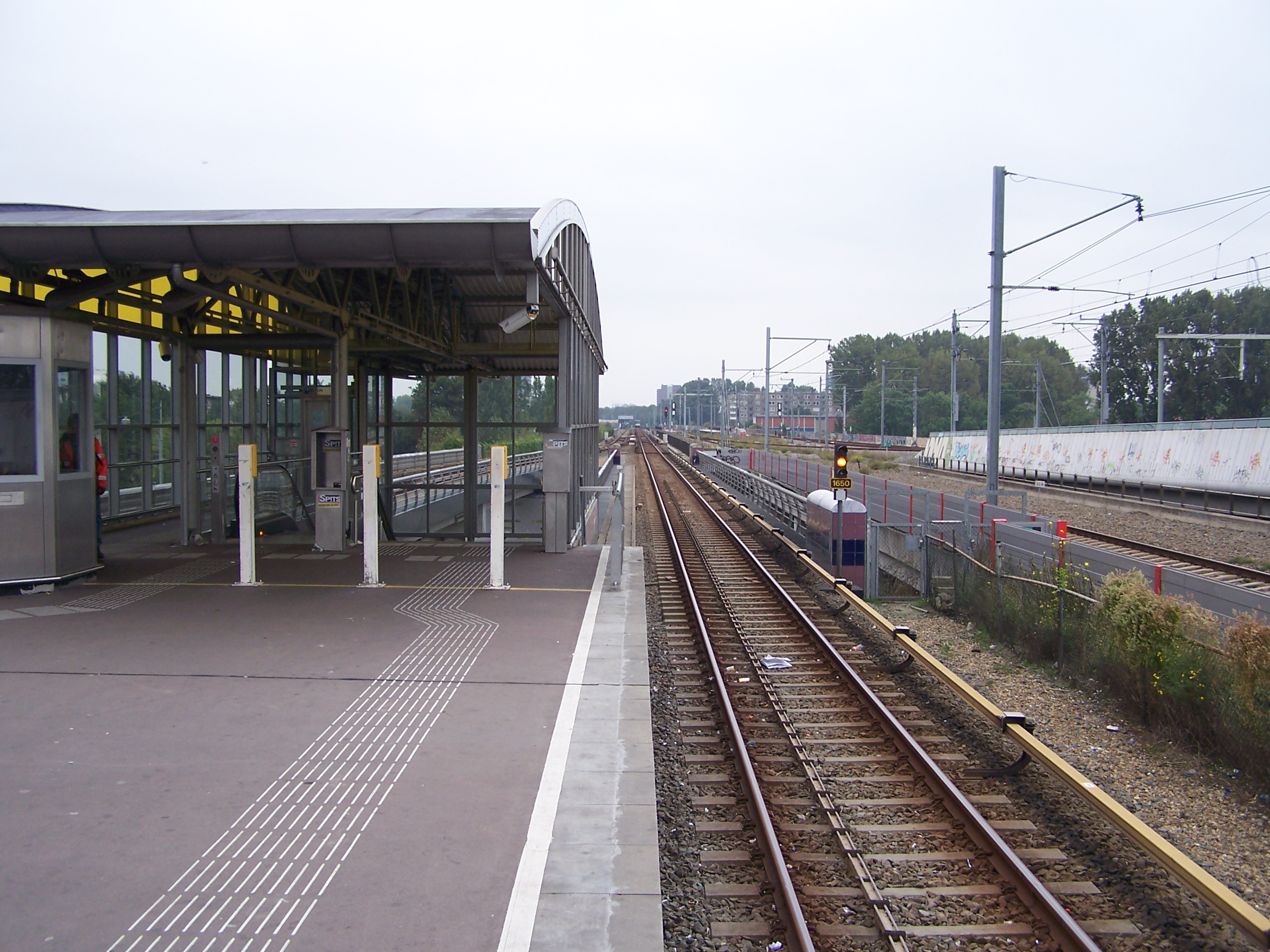
De Vlugtlaan駅。右はオランダ鉄道の線路。

- 中央駅（Centraal Station）

オランダ鉄道アムステルダム中央駅の駅前広場の地下にある。
- ニーウマルクト駅（Nieuwmarkt）

ニーウマルクト広場地下にあり、建設に際して強い反対運動があった（#反対運動参照）。飾り窓地区最寄り。
- ワーテルロープレイン駅（Waterlooplein）

ワーテルロー広場地下にあり、アムステルダム市役所（Stopera）に隣接している。
- Weesperplein
- Wibautstraat
- アムステル駅

オランダ鉄道アムステル駅(Amsterdam Amstel)と同一駅。方向別複々線状になっており、同一ホームでの対面乗換えが可能である。
- スパクレウェフ駅（Spaklerweg）

51系統が分岐。
- Van der Madeweg

54系統が分岐、50系統と接続。4方向に路線が分かれ、2面4線のホームがある。ダイフェンドレヒト駅の開業まではこの駅がダイフェンドレヒトと名乗っていた。
- Venserpolder

1975年の爆破未遂事件の現場。#反対運動参照。
- ディーメン南駅（Diemen Zuid）

オランダ鉄道ディエメン南駅に接続。開業はオランダ鉄道の駅のほうが後である。
- Verrijn Stuartweg
- Ganzenhoef
- Kraaiennest
- Gaasperplas

### 54系統
中央駅と南東区のヘイン(Gein)を結んでいる。別名ヘイン線(Geinlijn)、53系統とあわせて東線(Oostlijn)とも呼ばれる。中央駅 - Spaklerweg間は51系統と、中央駅 - Van der Madeweg間は54系統と、またVan der Madeweg - Gein間は50系統と共通する。
アムステル駅-Holendrecht間はオランダ鉄道の路線と複々線状になっている。駅の数はメトロの方が多く、緩行線の役割を果たしている。

#### 駅一覧
- 中央駅（Centraal Station） - Van der Madeweg : #53系統参照
- ダイフェンドレヒト駅（Duivendrecht）

オランダ鉄道のアムステルダム-ユトレヒト方面の路線とスキポール - アメルスフォールト方面の路線が交差する点に位置する。アムステルダム-ユトレヒトの路線とは同一ホームで乗換が可能である。1993年にオランダ鉄道の駅と同時に新設された。
- Strandvliet

アムステルダム・アレナの北側に位置する。かつてはStrandvliet/ArenAと称していたが、2006年12月10日以降隣駅にArenAの名を譲った。

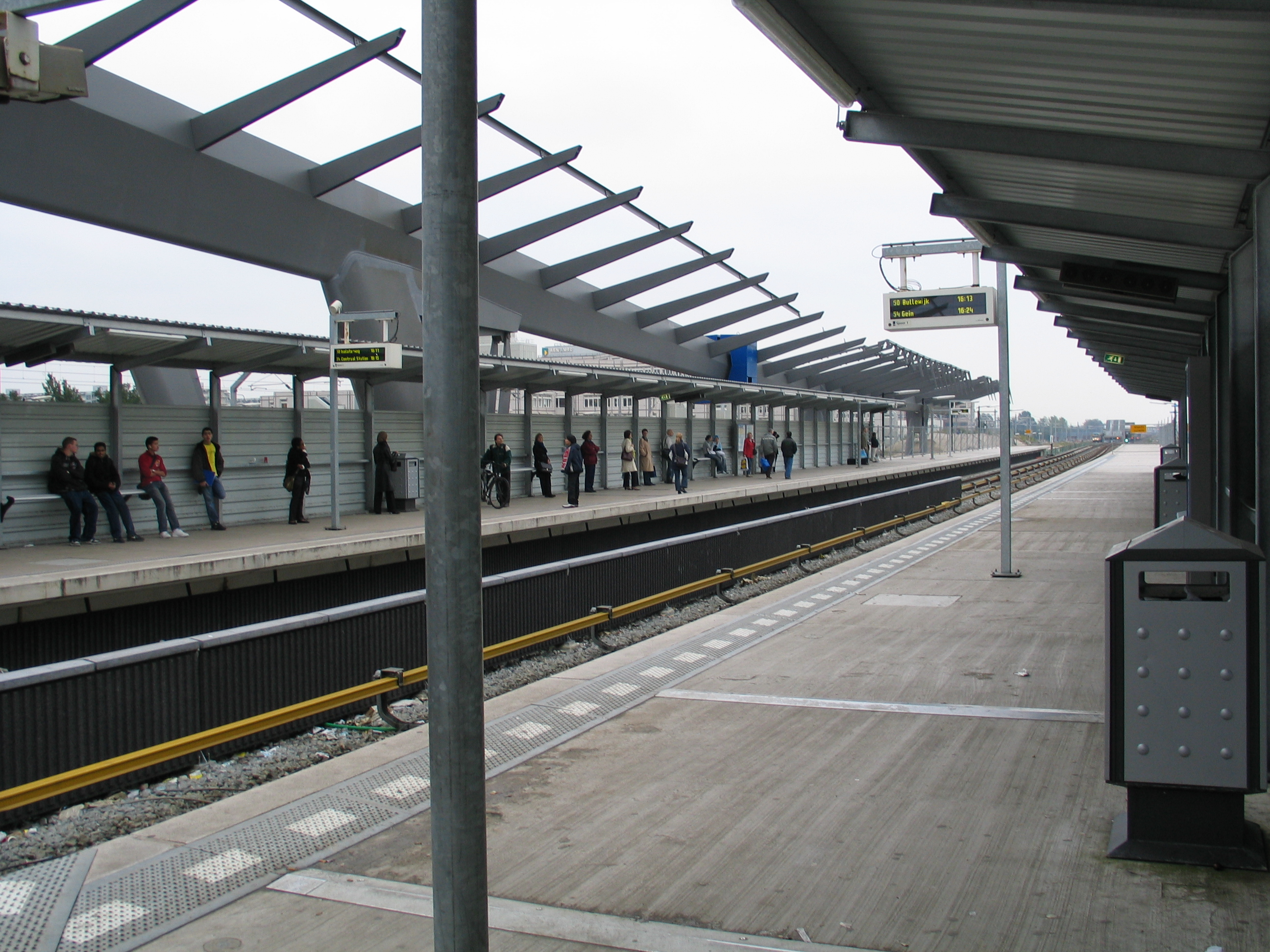
Station Bijlmer駅（現Station Bijlmer ArenA駅）ホーム。

- ベイルマー・アレーナ駅（Bijlmer ArenA）

アムステルダム・アレーナの南側に位置する。オランダ鉄道のアムステルダム・ベイルマー・アレーナ駅に隣接する。2006年12月9日まではStation Bijlmerと称していた。
- Bullewijk
- Holendrecht

アムステルダム医療センター（アムステルダム大学の附属病院）最寄り駅。オランダ鉄道にAmsterdam Holendrecht駅が新設される予定である。
- Reigersbos
- Gein

### 51系統
中央駅とアムステルダムの南にあるアムステルフェーン(Amstelveen)のウエストワイク（Westwijk）を結んでいる快速トラム（Sneltram）路線。アムステルフェーン線(Amstelveenlijn)とも呼ばれる。
スパクレウェフ駅（Spaklerweg）で東線と分岐し、オランダ鉄道線および環状高速道路A10と並行して西へ進む。南駅から先は南に向きを変えて、ベネルクス通り(Beneluxbaan)中央にセンターリザベーション方式で作られた地平の線路を走る。南駅-Oranjebaan間はトラムの5系統と同一の線路を走る。このためこの間の各駅にはメトロ（快速トラム）用の高いホームとトラム用の低いホームがある。南駅を境に電化方式が異なるため、同駅に停車中にパンタグラフの上げ下げを行なう。

#### 駅一覧
- 中央駅（Centraal Station） - スパクレウェフ駅（Spaklerweg） : #53系統参照

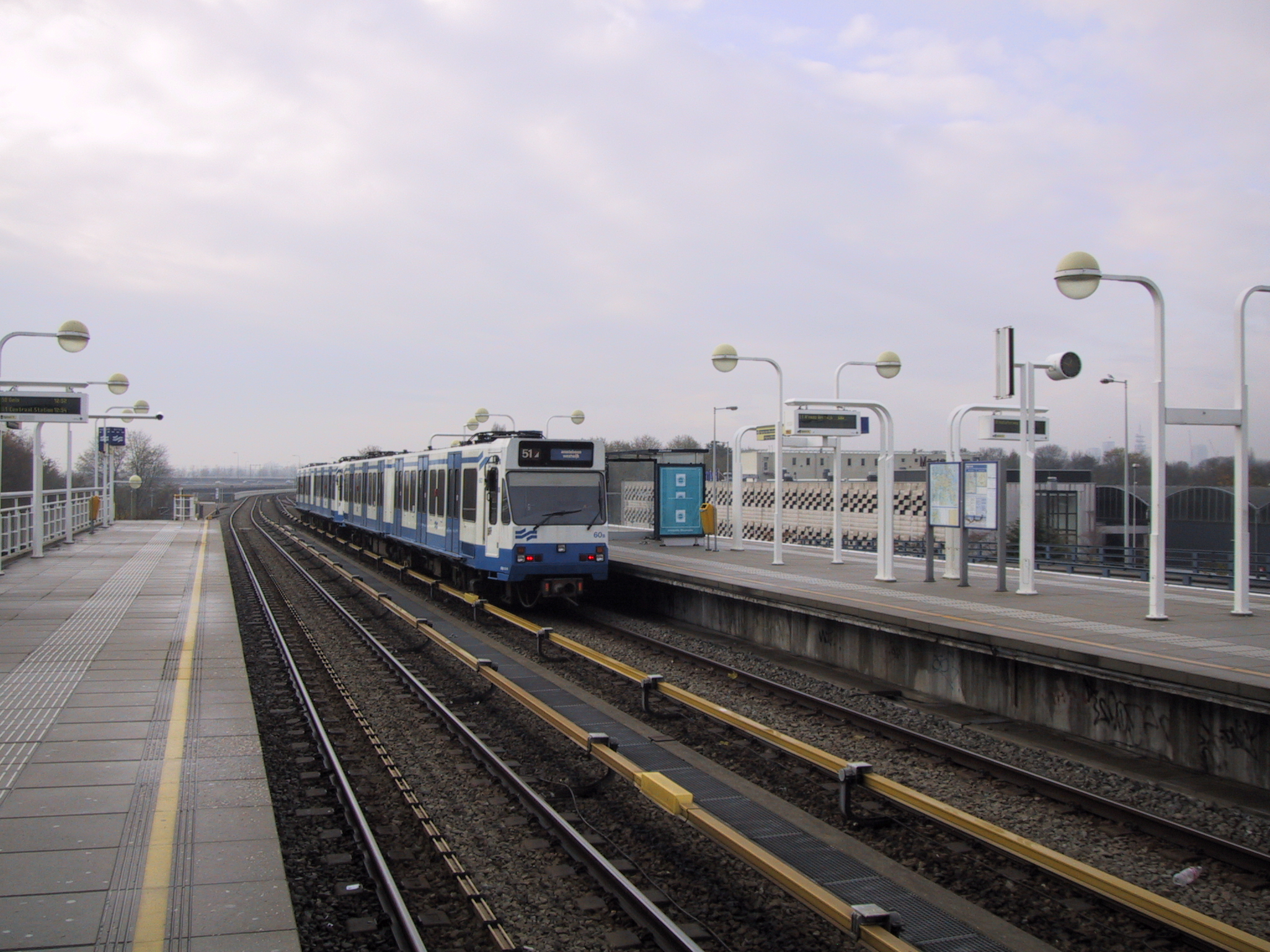
Overamstel駅

- オフェルアムステル駅（Overamstel）

50系統と合流。ホームはアムステル川の橋の上にある。
- RAI駅（RAI）

オランダ鉄道のAmsterdam RAI駅に隣接する。駅北側にRAI（Rijwiel en Auto Industrie: 自転車・自動車産業協会）見本市会場がある。
- 南駅（Zuid）

50系統と分岐。オランダ鉄道のアムステルダム南駅に隣接している。2006年12月9日まではStation Zuid/WTCと称していた（車内放送は2008年現在、旧駅名称のまま）。駅北側に世界貿易センター(WTC)がある。

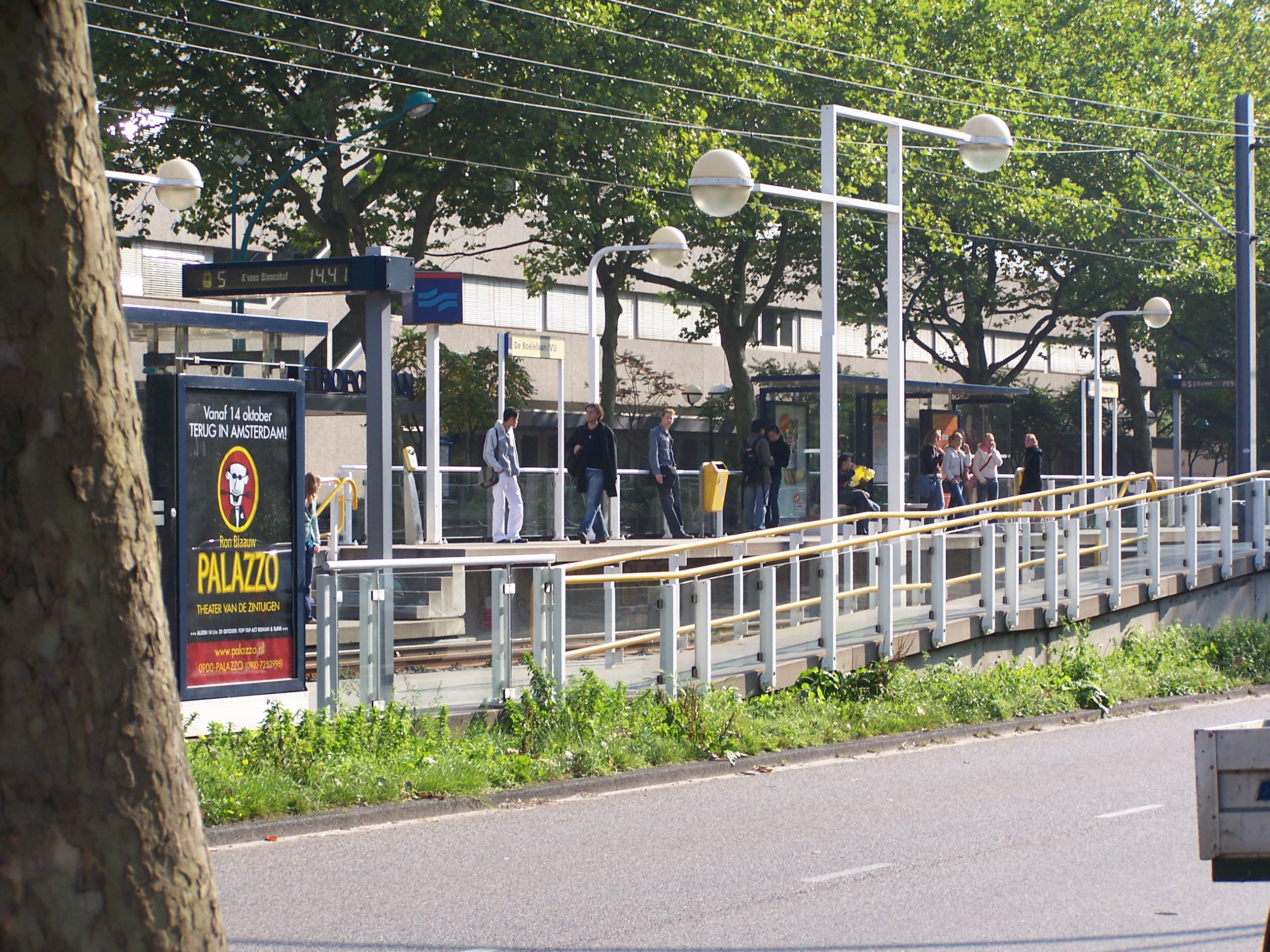
De Boelelaan/VU駅。右側がメトロ用の高いホーム、左がトラム用の低いホームで間に階段とスロープがある。

- デ・ボーレラーン／ヴェ―ウー（自由大学）駅（De Boelelaan/VU）

トラム5系統と合流。アムステルダム自由大学(Vrije Universiteit)最寄り駅
- ア・ジェ・エルンストストラート駅（A.J. Ernststraat）
- ファン・ヴォスフイゼンストラート（Van Boshuizenstraat）
- フイレンステデ駅（Uilenstede）
- クロネンブルフ駅（Kronenburg）
- ゾーネスタイン駅（Zonnestein）
- オンデルイト駅（Onderuit）
- オランジェバーン駅（Oranjebaan）

トラム5系統と分岐。ただし実際の分岐点は次のAmstelveen Centrumのすぐ手前にある。Connexxion Zuid Tangentバス300系統乗り換え
- アムステルフェーン中央駅（Amstelveen Centrum）
- アウデラケルクラーン駅（Ouderkerkerlaan）
- スポルトラーン駅（Sportlaan）
- マルネ駅（Marne）

この駅から先はベネルクス通りから外れる。
- ホンデル駅（Gondel）
- メント駅（Meent）
- ブリンク駅（Brink）
- ポートワヒテル駅（Poortwachter）
- スピネライ駅（Spinnerij）
- サハロフラーン駅（Sacharovlaan）
- ウェストワイク駅（Westwijk）

### 50系統
環状線(Ringlijn)とも呼ばれる。市を西から南へ半周するように走る。
市街地北西部の湾岸地帯にあるIsolatorwegからオランダ鉄道線に沿って南へ進み、Henk Sneevlietweg - Amstelveenseweg間で東に向きを変え、Van der Madewegで54系統と合流しGeinに至る。途中南駅-Overamstel間は51系統と共通する。
ほぼ全線でオランダ鉄道線に並行し、複々線の緩行線の役割を果たしている。ただしオランダ鉄道には西側から南側へ直通する線路はない。

#### 駅一覧
- Isolatorweg
- スローテルダイク駅（Sloterdijk）

オランダ鉄道Amsterdam Sloterdijk駅に隣接する。
- De Vlugtlaan

1986年から2000年までオランダ鉄道の駅があった。
- Jan van Galenstraat
- Postjesweg
- レリラーン駅（Lelylaan）

オランダ鉄道アムステルダム・レリラーン駅に隣接
- Heemstedestraat
- Henk Sneevlietweg
- Amstelveenseweg
- 南駅（Zuid） - Overamstel : #51系統を参照。
- Van der Madeweg - Gein : #54系統を参照。

## 運賃

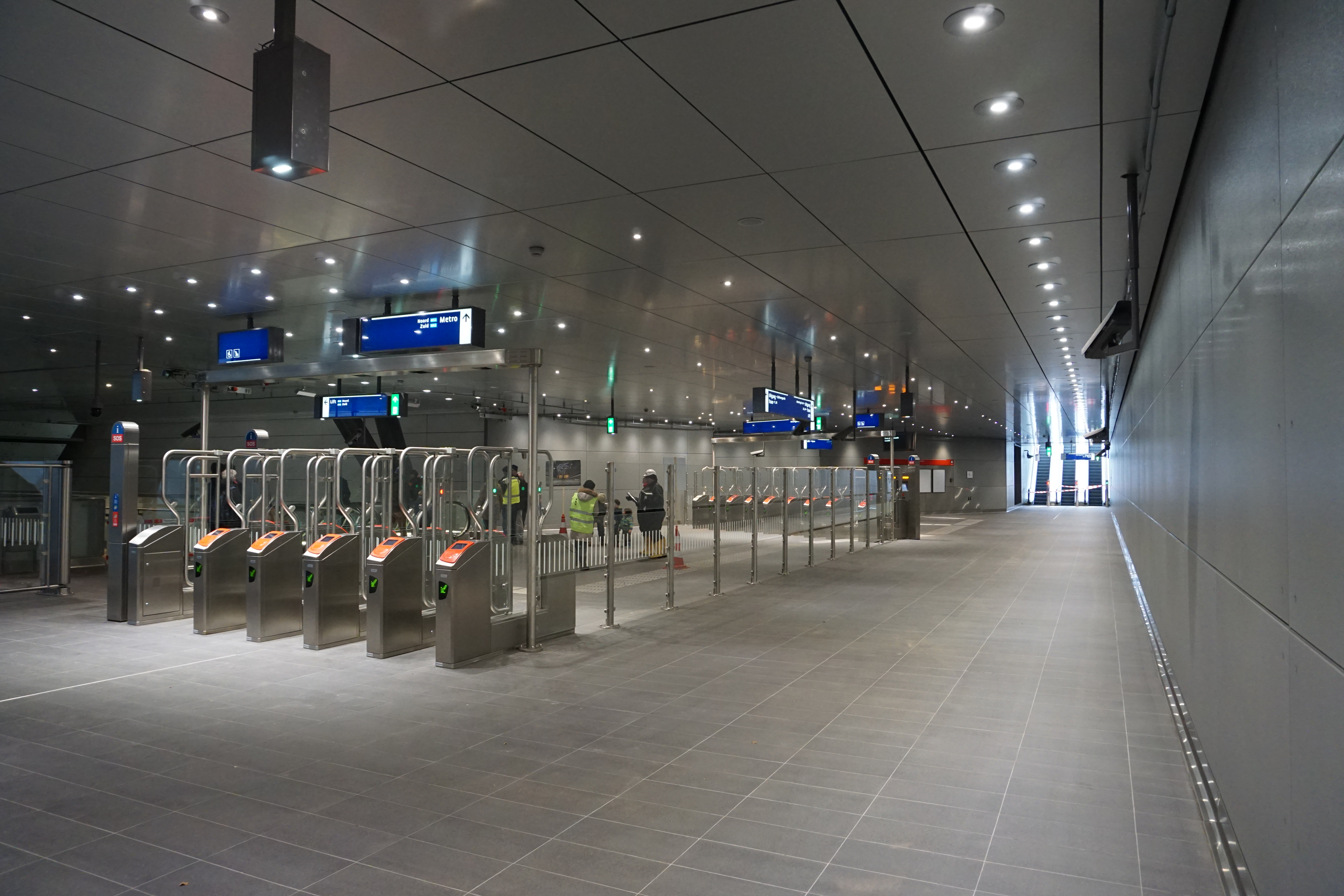
Vijzelgracht駅入口にあるOV-Chipkaart用改札機（当時未公開）

運賃支払方法としては、非接触ICカードOV-Chipkaartがある。このカードを乗車時と降車時にカード読み取り機にタッチする必要性がある。なお、ストリッペンカールトという紙の回数券を利用する方法も存在したが、2009年に廃止された。

### 切符の種類
- 1回券
- 1日乗車券（24時間、48時間、72時間、96時間）
- Sterabonnement（ゾーン指定の週間定期券）
- 非接触ICカード OV-Chipkaart

### 切符販売場所
中央駅、NS南駅、NSレリラーン駅、Weesperplein駅などにある GVB Tickets & Info 市営交通会社案内所では、全てのタイプの切符を販売している。メトロ駅の自動券売機では1回券のほか、無記名式OV-Chipkaart、1日乗車券などを販売している。駅近辺の売店やAlbert Heijnなどの大手スーパーではSterabonnementやストリッペンカールトを販売している。

### OV-Chipkaartのチャージ
OV-Chipkaartのチャージ (opwaarderen) は、メトロ駅の自動券売機やチャージ専用機で、現金、PINカード、クレジットカードを用いて行える。（一部の券売機では現金を受け付けないものがある）

### 価格
参考までに2008年の各種切符の価格は
- 1日乗車券 24時間券7.00EUR、48時間券11.50EURなど
- OV-Chipkaart 使い切りカード 1回券2.50EUR、2回券4.80EURなど
- OV-Chipkaart 記名式・無記名式では、基本料金0.70EURに加えて乗車1kmごとに0.10EUR
- Sterabonnement 1ゾーン1週間用11.45EUR、2ゾーン1週間用19.35EUR、1ゾーン1ヶ月用38.15EUR、2ゾーン1ヶ月用63.25EURなど
- ストリッペンカールト 2区画1.60EUR、3区画2.40EUR、8区画6.40EUR、15区画6.90EUR、45区画20.40EUR（現在利用不可能）

## 車両
アムステルダムのメトロの車両は2両を一組にしたものごとに番号が付けられており、2006年現在106組（212両）の車両がある。製造時期とメーカーにより以下の3種類に類別される。

### M1系/M2系/M3系

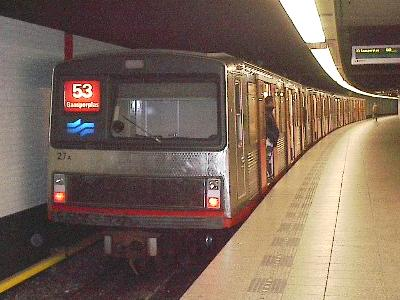
M2系車両、中央駅で。

M1系（番号 1-4）、M2系（5-37）、M3系（38-44）は1973年から1980年にかけてドイツのLHB社で製造された。全長18.36m、幅3.00mのアルミニウム製で、一両あたり片側3箇所のドアがある。集電は第三軌条方式だが、車両基地内などで使用するための小型のパンタグラフがある。
主に53系統、54系統で使用される。最大4組（8両）まで連結できるが、50系統ではホームが短いため3組（6両）編成までしか入れず、通常は2組（4両）編成で用いられる。
2008年から順次新型のM5系に置き換えられる予定である。

### S1系/S2系

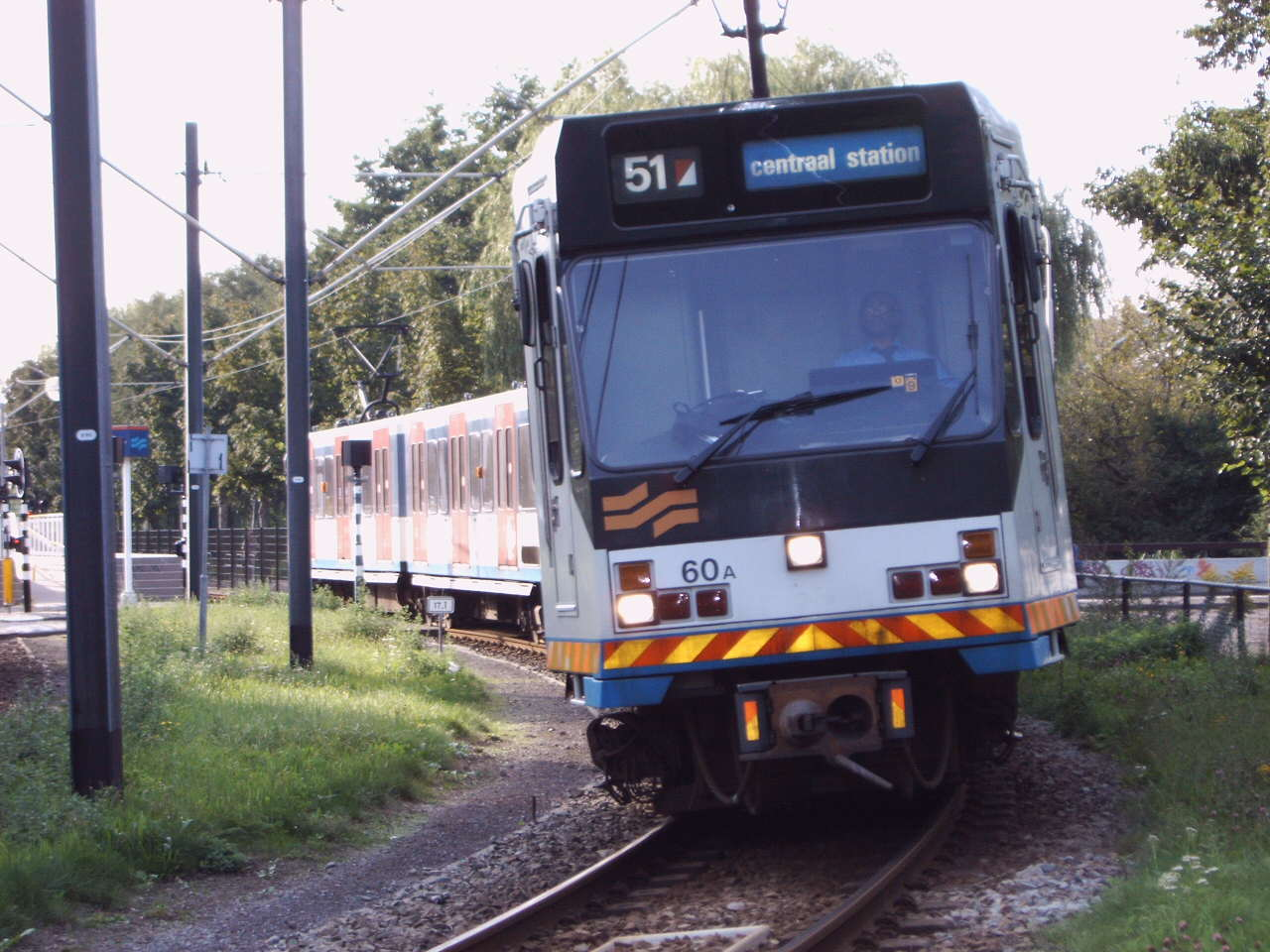
S2系車両、Poortwachter駅付近

S1系（番号 45-57）、S2系（58-69）はベルギーのBN社で1990年から1994年にかけて製造された。51系統での使用を前提に設計されており、第三軌条方式の集電装置と大型のパンタグラフを備え、750Vと600Vの両方に対応している。2両を合わせた長さは約30m、幅はトラムに合わせた2.65mである。専用線区間ではホームとの間に隙間ができるため、ドアの外にステップがある。ドアは一両あたり片側3箇所。また車内には自転車を固定するためのスペースがある。
通常2組（4両）編成で使用される。臨時に54系統で使用されることもあり、このときは最大4組（8両）編成まで可能である。

### M4系/S3系

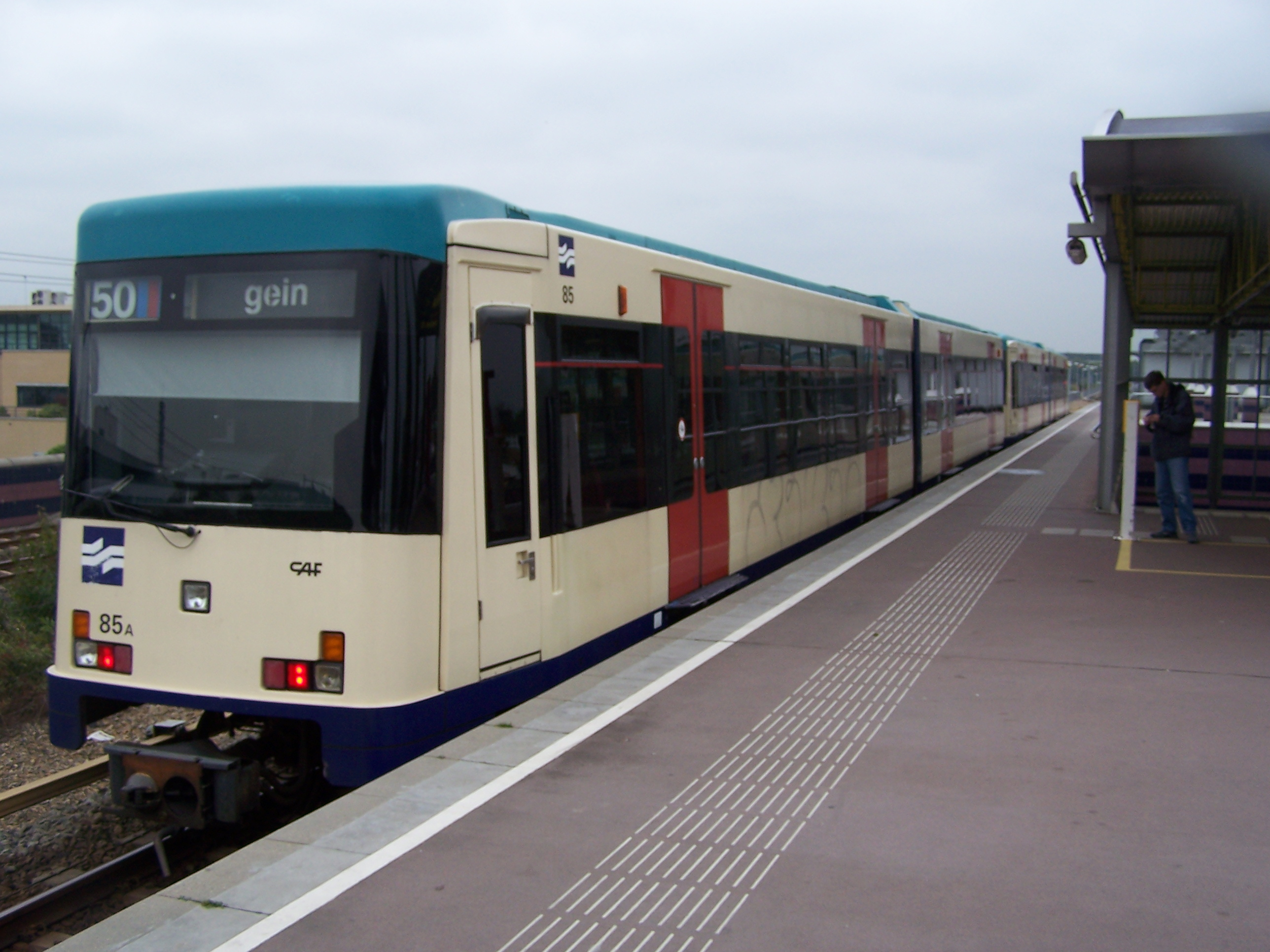
M4系車両、Isolatorweg駅

M4系（番号 74-106）、S3系（70-73）はスペインのCAF社で1996年から1997年にかけて製造された。2両を合わせた長さは30.80m、幅は2.65mである。ドアは一両あたり片側2箇所と他の形式より少ない。車内にはS1系/S2系と同様の自転車用スペースがある。
M4系は主に50系統で使用される。S3系は51系統用であり、M4系にパンタグラフの大型化と600Vへの対応を行なったものである。最大4組（8両）まで連結でき、一部は53系統でも使用される。

## 歴史

### 1966年の計画
1966年、アムステルダム市はメトロの建設計画を発表した。計画では以下の4路線を建設し、市内ほぼ全域をメトロで結んで既存のトラムの多くを置き換える予定であった。
- 南東区（末端で2つに分岐）から中央駅、ライツェ広場(Leidseplein)などを経由し西部のOsdorpに至る路線。東半分が現在の東線（53、54系統）である。
- 湾岸地区西部から市街地西部、南部を通ってディーメン(Diemen)に至る路線。東端を除けば現在の50系統にほぼ一致する。
- 北区(Amsterdam Noord)から中央駅を経由しアムステルフェーンに至る路線。両端でそれぞれ2つに分岐する。南側の分岐のうち、東側がほぼ現在の51系統の地上区間に一致する。中間のBuikslotermeerplein-中央駅-南駅間は#北南線として工事中である。
- 中心部の南よりを通る東西路線。

1968年に市議会は計画を承認し、同時に東線を最初に建設することが決まった。これは南東区で大規模な住宅開発が計画されていたことに加え、地下区間が最も短くてすむためでもある。東線の建設は1970年に始まった。

### 反対運動
ニーウマルクト(Nieuwmarkt)地区での地下線建設に際しては、ユダヤ人地区の古い街並を取り壊すことに対して強い反対運動が起こった。1975年2月13日夜から14日未明にはVenserpolder駅の建設現場で爆破未遂事件が発生した。オランダ政府が収拾に乗り出す事態となり、地下線の建設は計画通り行なわれたものの、同時に計画されていた高速道路の建設は中止された。また市議会は東線の完成後は新たなメトロ（地下鉄）の建設は行なわないと決定した。ニューマルクト駅の壁画にはこのとき取り壊された街並が描かれている。

### 路線の開業と延伸
1977年10月16日に東線のWeesperplein-Gaasperplas、Holendrecht間が開業し、Weesperplein-Gaasperplas間に53系統が、Weesperplein-Holendrecht間に54系統が運行を開始した。1980年10月11日には中央駅-Weesperplein間が開業して両系統が中央駅に乗り入れた。1982年8月27日には53系統のHolendrecht-Gein間が延伸開業した。
次に建設されたアムステルフェーン線は、メトロを建設しないという決定により「快速トラム」として扱われた。1990年12月1日に東線との分岐点のSpaklerwegから南駅/WTCを経てPoortwachterまでが開業し、中央駅-Poortwachter間に51系統が運行を開始した。2004年9月13日にはWestwijkまで延伸している。
環状線も建設時には、全線立体交差で地平区間がないにもかかわらず「環状快速トラム」と称していた。車体幅が2.65mとトラムと共通なのもこのためである。ただし開業時には「メトロ」と称している。1997年6月1日にVan der Mardeweg-Overamstel間と南駅/WTC-Isolatorweg間が開業し、Gein-Isolatorweg間に50系統が運行を開始した。2000年には駅のホームを削って幅の広い車両（M1系-M3系）が入れるようにする工事が行なわれた。

## 新路線52系統

### 北南線

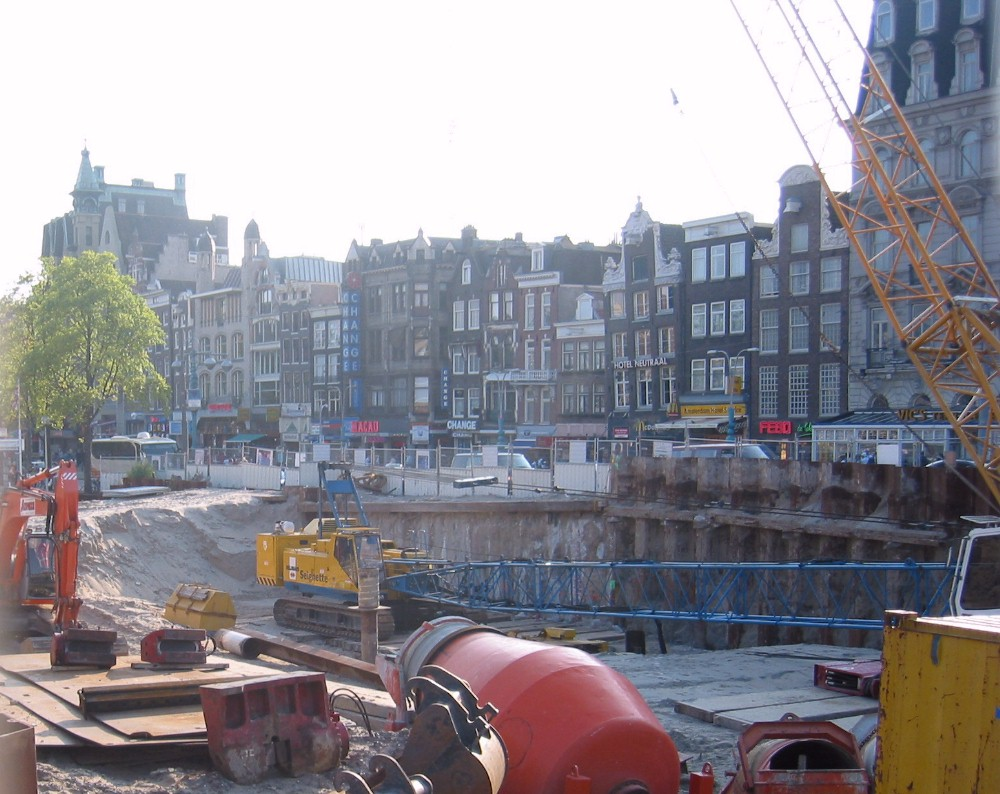
Damrak通りの北南線工事現場。2004年撮影

北南線 (Noord/Zuidlijn) は2003年に工事が始まり、2018年7月22日に開業した。アイ湾の北にあるアムステルダム市北区 (Amsterdam-Noord) から中央駅を経由し、市街地を南北に縦断して南駅に至り、系統番号は52になった。
北区内では地上を走り、アイ湾を沈埋トンネルで潜って中央駅に至る。中央駅のホームは既存の東線とは別の位置になる。この部分ではオランダ鉄道の駅舎の地下を通るため、古い杭基礎の一部を撤去して置き換えるなどの難工事となった。ここからアムステル川の旧河道である Damrak通り、Rokin通りの地下を南下する。南駅の手前で地上に出て50系統、51系統の線路に合流する。
建設にあたっては、東線建設時の経緯から反対する意見もあった。1999年の住民投票では反対が多数を占めたが、建設中止に必要な票数には至らなかった。

#### 駅一覧
| 駅名                            | 場所 | 備考                                                     |
| ------------------------------- | ---- | -------------------------------------------------------- |
| 北駅 Noord                      | 地上 | 中央駅と南駅と違い、オランダ鉄道とつなぐ鉄道駅ではない。 |
| ノールデルパルク Noorderpark    | 地上 | 駅名は「北公園」を意味する。                             |
| 中央駅 Centraal Station         | 地下 | 毎日およそ20万人が利用するアムステルダム最大の鉄道駅     |
| ロキン Rokin                    | 地下 | ダム広場の南に位置する。                                 |
| ヴァイセルフラフト Vijzelgracht | 地下 | 47メートルの長さでベネルクス最長のエスカレーターがある。 |
| デ・ペイプ De Pijp              | 地下 | アルバート・カイプ市場の近くに位置する。                 |
| エーローパプレイン Europaplein  | 地下 | ヨーロッパ広場に位置する。                               |
| 南駅 Station Zuid               | 地上 | Zuidas という業務地区に位置する。                        |

### M5系/M6系車両
M5系は東線のM1系-M3系を置き換えるため、2009年から2011年にかけて投入される予定である。一部は環状線でも使用される。M6系はM5系とほぼ同一仕様で、2012年に北南線に投入される予定である。
車体幅はM1系などと同じ3.00m、全長は決定していないが、これもM1系などとほぼ同じになる予定である。ドアはこれまでの片側3箇所から4箇所に増やされる。M5系は第三軌条方式専用だが、M6系は北南線が架空線方式のため両方の集電方式に対応する。

### その他の計画
アムステルダム・スキポール空港、アルメレ、ザーンスタットなどへの路線の延長や新たな東西路線の建設などの計画があるが、いずれも構想段階であり具体化は北南線開業以後となる。